# Exhalimolobos
Exhalimolobos là chi thực vật có hoa trong họ Cải.